# 魔法のアイドルパステルユーミ
『魔法のアイドル パステルユーミ』（まほうのアイドル パステルユーミ）は、1986年3月7日から8月29日まで、日本テレビ系列で毎週金曜18:00 - 18:30（JST）に全25話が放送された、スタジオぴえろ制作のテレビアニメ。ぴえろ魔法少女シリーズの第4作目に当たる。

## 概要
本作品は前作までと同様に、原作の存在しない完全なオリジナル企画として制作されているが、他方で前作までのようにタイトルに「アイドル」と冠しながらも、『魔法の天使クリィミーマミ』や『魔法のスターマジカルエミ』のように主人公が人気アイドルに変身して芸能界で活躍する物語ではなく、花と絵が大好きな少女・花園ユーミが花の妖精と出会い、描いたものを実体化させる魔法のステッキを授かり、その力で様々な活躍を繰り広げる、というオーソドックスな魔法少女物アニメが志向された。
これは前作『マジカルエミ』が人物描写に重きを置くあまり、魔法の要素が希薄化していったことを踏まえての大幅な方針転換でもあり、前3作のような日常生活や背景描写に溶け込むような演出や、主人公や周囲の人々の精神的な成長といったストーリーは鳴りを潜め、それとは対照的なコミカルタッチで明るいノリや、変身しない主人公が魔法を使うことの楽しさに重点が置かれた他、主人公に対立するキャラクターも設けられた。
このようにオーソドックスな魔法少女アニメへの回帰を目指した本作品であるが、それによって現実離れしたキャラクターや破天荒なシナリオが増えこれまでの作品と比べて雰囲気が大きく変わった。更に演出面では今までのシリーズと比較して高年齢層のファン向けの「狙った場面」が多くなり、主人公・ユーミが魔法の効果でパンツ1枚だけの裸になったり、「お風呂好き」という設定から頻繁に入浴シーンが登場するなど、主人公が小学生にもかかわらず過剰なまでに裸が強調されたお色気シーンも多かった。中には入浴時の露出の高さをテレビ局側より問題視されてしまい、裸を湯気のエフェクトで隠したカットに変更された例もあるなど、女児向けのアニメから逸脱した演出が非常に多く、制作に携わっていた女性スタッフからも特に問題視されていた。
それらの演出面での影響に加え、放送当時すでに魔法少女系アニメのブームが下火になっていたことも重なって視聴率は振るわず、前3作よりも短い2クールのみで番組は終了。テレビアニメとしてのぴえろ魔法少女シリーズは、シリーズ次作に当たる『魔法のステージ ファンシーララ』（1998年）が制作局を変更する形で放送されるまでの間、10年余りの休止期間に入ることとなる。一方でスタジオぴえろは、本作品の終了後も新たな魔法少女作品の模索を続けており、その一例として、ユーミが終了する1986年に企画が立ち上がった『ファッションララ』シリーズのぬりえは1998年まで展開が続けられた。

## ストーリー
主人公・花園ユーミは、花屋を経営する両親の一人娘で花と絵が大好きな10歳の少女。将来は漫画家になりたいと思っている。ある日ユーミは、花の妖精かき丸・ケシ丸に出会う。花の国では、毎年春に花を愛する子供に魔法を贈る習慣があり、ユーミはかき丸・ケシ丸に魔法のステッキを授かる。ユーミはこの魔法の力で自分の描いた絵を現実化させ、様々な活躍をする。

## 魔法
前3作品と異なり、主人公であるユーミは変身能力を有していないが、「描いたものが一定時間だけ実体化する」という能力を与えられている。魔法のスティックを使ってイメージしたものを空間に描き、最後に「パステル　ポップル　ポッピンパ」と呪文を唱えることで描いたものが実体化する。そして実体化させたものは、胸のペンダントが点滅を始めると30秒で舞い散る花びらとなって消滅する。描くことそのものに制約はないが、一度描いたものは二度と実体化させることはできない。
実体化したものの多くは短時間で消えるが、第10話で実体化させたオバケのように数日間にわたって消滅しなかった例もある。
魔法使用シーンでは専用の挿入曲『青空パステル・キャンバス』が流れるという独自の試みがなされている。

## 登場人物
- 花園 ユーミ - 志賀真理子
- かき丸 - 冨永みーな
- ケシ丸 - 渕崎ゆり子
- 三沢 恭平 - 水島裕
- 三沢 健太 - 坂本千夏
- 花園 一郎 - 安原義人
- 花園 桃子 - 三田ゆう子
- 袋小路夫人 - 丸山裕子
- 国光 三郎 - 千葉繁
- 花園 ダン吉 - 富山敬
- ムスタキ - 亀山助清

その他、前作の登場人物が僅かに路面電車などで登場したこともある。

## スタッフ
- 製作：布川ゆうじ
- プロデューサー：堀越徹（日本テレビ）、大野実（読売広告社）、鈴木義瀧（スタジオぴえろ）
- シリーズ構成：今井詔二
- キャラクターデザイン：洞沢由美子、本山浩司 - ダブルクレジットで開始されたが、洞沢は途中で降板した[2]。
- 音楽：馬飼野康二
- 音響監督：藤山房延
- 美術監督：三浦智
- 美術設定：佐藤正浩
- 撮影監督：森口洋輔
- 制作担当：鈴木重裕
- 監督：鴫野彰
- オープニングアニメーション、エンディングアニメーション：マジックバス
- 効果：佐々木純一（アニメサウンドプロダクション）
- 制作協力：読売広告社（※フィルム上はノン・クレジット）
- 制作：スタジオぴえろ

※「制作著作：日本テレビ、スタジオぴえろ」のクレジットはフィルム上クレジットされていない。
- 制作形態：カラー16ミリフィルム、光学音声（本放送時、再放送時共に）、本放送時の放送マザーは1吋CタイプアナログVTRを使用。

## 主題歌・挿入歌
主題歌
オープニングテーマ - 「金のリボンでRockして」
エンディングテーマ - 「フリージアの少年」
2曲ともに、作詞 - 麻生圭子 / 作曲・編曲 - 山川恵津子 / 歌 - 志賀真理子
オープニングはユーミの恭平への思いを歌ったもので、映像もそれに合わせたものとなっている。エンディングはそれまで特に意識していなかったクラスメイトの少年を、異性として意識するようになってしまった少女の思いを歌ったもので、映像はクラスメイト同士のユーミと健太がメインとなっている。
挿入歌・イメージソング
「青空パステル・キャンバス」（歌 - 志賀真理子）
「ストップ!うそつき少年」（歌 - 冨永みーな）
2曲ともに、作詞 - 只野菜摘 / 作曲・編曲 - 馬飼野康二
「パステル・キャンバス」はユーミが作中で魔法を使用する際に使用された曲で、魔法を使用するシーンでボーカル曲を使うという前3作にはない試みが行われた。劇中ではサビ部分を使用している。
「うそつき少年」は第17話で、ユーミがバスに乗って祖母のいる家へと向かう場面で使用された。
「そよ風のララバイ」（歌 - 冨永みーな）
作詞 - 能丸武 / 作曲・編曲 - 馬飼野康二
ミュージッククリップ - 「Chapter True Love」
作詞 - 佐藤ありす / 作曲 - TSUKASA / 編曲 - 関根杏里 / 歌 - 太田貴子
1999年にバンダイビジュアルが発売したLD-BOX用に制作された、新規作画による特典映像。成長したユーミがデッサンにいそしむ様子などが描かれている。

## 各話リスト
| 話数 | 放送日        | サブタイトル                           | 脚本              | コンテ     | 演出       | 作画監督                       |
| ---- | ------------- | -------------------------------------- | ----------------- | ---------- | ---------- | ------------------------------ |
| 1    | 1986年 3月7日 | 街は魔法で花ざかり                     | 立花あずま 石川良 | 鴫野彰     | 鴫野彰     | 洞沢由美子                     |
| 2    | 3月14日       | ステキな魔法の使い方                   | 立花あずま        | 香川豊     | 香川豊     | 伊達真紅郎                     |
| 3    | 3月21日       | よろしく冒険ガール                     | 石川良            | 吉田浩     | 吉田浩     | 上條修                         |
| 4    | 3月28日       | おじいちゃん冒険旅行（アドベンチャー） | 岡部俊夫          | 鴫野彰     | 山崎友正   | 下田正美                       |
| 5    | 4月4日        | 紙ヒコーキからの伝言（メッセージ）     | 小西川博          | 片山一良   | 片山一良   | 洞沢由美子                     |
| 6    | 4月11日       | ふたりの袋小路さん                     | 三宅直子          | 香川豊     | 香川豊     | 高倉佳彦                       |
| 7    | 4月18日       | 涙のダイエット日記                     | 丸尾みほ          | 岩田六     | 鴫野彰     | 工藤柾輝                       |
| 8    | 4月25日       | もう一度ロマンス                       | 荒木芳久          | 立場良     | 立場良     | 高岡希一                       |
| 9    | 5月2日        | とべ 愛の翼でスカイハイ                | 菅良幸            | 森脇真琴   | 山崎友正   | 岸義之                         |
| 10   | 5月9日        | いたずらオバケに御用心                 | 丸尾みほ          | 本郷みつる | 本郷みつる | 加藤鏡子                       |
| 11   | 5月16日       | ふしぎ? 黄金鳥伝説                     | 菅良幸            | 香川豊     | 香川豊     | 下田正美                       |
| 12   | 5月23日       | お嬢様はつらいよ                       | 立花あずま 立川博 | 立場良     | 立場良     | 高倉佳彦                       |
| 13   | 5月30日       | おまかせキューピット                   | 菅良幸            | 片山一良   | 片山一良   | 洞沢由美子                     |
| 14   | 6月6日        | 想い出に消えたかき丸                   | 立花あずま 立川博 | 鴫野彰     | 鴫野彰     | 下田正美                       |
| 15   | 6月13日       | 妖精がくれた音楽会                     | 荒木芳久          | 香川豊     | 香川豊     | 柳沢まさひで(柳沢まさひろ名義) |
| 16   | 6月20日       | すみれ色の初恋                         | 丸尾みほ          | 立場良     | 立場良     | 高倉佳彦                       |
| 17   | 6月27日       | ユーミちゃん気をつけて                 | 久島一仁          | 本郷満     | 本郷満     | 加藤鏡子                       |
| 18   | 7月4日        | 発車ベルが鳴るまで                     | 立花あずま 石川良 | 鴫野彰     | 鴫野彰     | 下田正美                       |
| 19   | 7月11日       | 花ビラのステップ                       | 静谷伊佐夫        | 香川豊     | 香川豊     | 洞沢由美子                     |
| 20   | 7月18日       | 花を愛してみませんか？                 | 菅良幸            | 立場良     | 立場良     | きくちみちたか                 |
| 21   | 7月25日       | はばたけ空へ 風をうけて                | 荒木芳久          | 本郷みつる | 本郷みつる | 加藤鏡子                       |
| 22   | 8月1日        | 恋のミスキャスト                       | 静谷伊佐夫        | 鴫野彰     | 鴫野彰     | 下田正美                       |
| 23   | 8月8日        | 家出したお父さん                       | 丸尾みほ          | 香川豊     | 香川豊     | 高倉佳彦                       |
| 24   | 8月15日       | さよならフラワータウン                 | 立花あずま 石川良 | 立場良     | 立場良     | 青嶋克己                       |
| 25   | 8月29日       | 忘れないでメモリー                     | 立花あずま 石川良 | 鴫野彰     | 鴫野彰     | 垣野内成美                     |

※第25話（最終回）の翌週、1986年9月5日の同時間帯には、第1話の「リクエスト再放送」を実施。また最終回のエンディング後には志賀真理子の声で「第1話リクエスト再放送」の予告ナレーションが、局制作（日本テレビ局内制作）のカラースライドと共に放送された他、番組のラストは日本テレビの制作（局制作）による「長い間ありがとう！」（ユーミが花畑でパステルステッキを振っているカット）の白文字テロップ入りカラースライドも放送された。

## 放送局
※放送系列は放送当時、放送日時は個別に出典が掲示されてあるものを除き、1986年8月終了時点のものとする。
| 放送地域       | 放送局         | 放送日時                                                                                    | 放送系列                      | 備考                                    |
| -------------- | -------------- | ------------------------------------------------------------------------------------------- | ----------------------------- | --------------------------------------- |
| 関東広域圏     | 日本テレビ     | 金曜 18:00 - 18:30                                                                          | 日本テレビ系列                | 制作局                                  |
| 福岡県         | 福岡放送       | 金曜 18:00 - 18:30                                                                          | 日本テレビ系列                |                                         |
| 北海道         | 札幌テレビ     | 水曜 17:00 - 17:30（1986年3月12日 - 4月2日） → 金曜 17:00 - 17:30（1986年4月11日 - 9月5日） | 日本テレビ系列                |                                         |
| 青森県         | 青森放送       | 水曜 17:00 - 17:30                                                                          | 日本テレビ系列 テレビ朝日系列 |                                         |
| 岩手県         | テレビ岩手     | 土曜 6:15 - 6:45                                                                            | 日本テレビ系列                |                                         |
| 山形県         | 山形テレビ     | 水曜 16:30 - 17:00                                                                          | フジテレビ系列                |                                         |
| 宮城県         | ミヤギテレビ   | 木曜 16:00 - 16:30（1986年8月28日まで） → 木曜 17:00 - 17:30（1986年9月4日から）            | 日本テレビ系列                |                                         |
| 福島県         | 福島中央テレビ | 金曜 17:00 - 17:30                                                                          | 日本テレビ系列                |                                         |
| 新潟県         | テレビ新潟     | 水曜 17:00 - 17:30                                                                          | 日本テレビ系列                |                                         |
| 長野県         | テレビ信州     | 水曜 17:00 - 17:30                                                                          | 日本テレビ系列 テレビ朝日系列 |                                         |
| 静岡県         | 静岡第一テレビ | 木曜 17:00 - 17:30                                                                          | 日本テレビ系列                |                                         |
| 福井県         | 福井放送       | 火曜 17:00 - 17:30（1986年8月時点） →木曜 17:00 - 17:30（1986年11月6日最終回時点）          | 日本テレビ系列                |                                         |
| 中京広域圏     | 中京テレビ     | 金曜 17:00 - 17:30                                                                          | 日本テレビ系列                |                                         |
| 近畿広域圏     | 読売テレビ     | 月曜 17:00 - 17:30                                                                          | 日本テレビ系列                |                                         |
| 広島県         | 広島テレビ     | 金曜 17:00 - 17:30                                                                          | 日本テレビ系列                |                                         |
| 香川県・岡山県 | 西日本放送     | 金曜 17:00 - 17:30                                                                          | 日本テレビ系列                |                                         |
| 熊本県         | 熊本県民テレビ | 火曜 17:00 - 17:30                                                                          | 日本テレビ系列                |                                         |
| 宮崎県         | 宮崎放送       | 土曜 7:00 - 7:30                                                                            | TBS系列                       | 本放送終了後、1988年 - 1989年頃に放送。 |
| 鹿児島県       | 鹿児島テレビ   | 土曜 7:00 - 7:30 → 金曜 16:30 - 17:00（1987年1月中旬 - 2月上旬時点）                        | フジテレビ系列 日本テレビ系列 |                                         |

## OVA
『魔女っ子クラブ4人組 A空間からのエイリアンX』（制作：1987年）
『ユーミ』までの4作のヒロイン4人が一堂に会するOVA作品。特別に与えられた魔法を使って変身し、地球を侵略するエイリアンと月面で激しい戦いを繰り広げるという話。変身できないユーミは魔法を使って全員のパワードスーツを描き、実体化させている。

## 関連商品

### 映像

#### テレビシリーズ
ビデオソフト
- 魔法のアイドルパステルユーミ［誕生編］（1986/05/21 VHS 60731-88 β 60832-88）発売：VAP

01・02話収録
- 魔法のアイドルパステルユーミ（全話収録VHSビデオ）発売：バンダイビジュアル

1巻 1999/05/25 BES-2002 01から05話まで収録
2巻 1999/05/25 BES-2003 06から09話まで収録
3巻 1999/06/25 BES-2004 10から13話まで収録
4巻 1999/06/25 BES-2005 14から17話まで収録
5巻 1999/07/25 BES-2006 18から21話まで収録
6巻 1999/07/25 BES-2007 22から25話まで収録
LD
- 魔法のアイドルパステルユーミ・パーフェクトメモリアル ON TV
（1993/03/21 LD VPLY-70934）発売：VAP
全話収録LD-BOX

- 魔法のアイドルパステルユーミ・フラワータウンボックス
（1999/03/25 LD BELL-1191）発売：バンダイビジュアル
LD-BOX・TV全話、MC「Chapter True Love」（音声ステレオ）収録

DVD
バンダイビジュアルより発売。
- 魔法のアイドルパステルユーミ DVD COLLECTION BOX（2003/08/22 DVD BCBA-1406）
DVD-BOX、TV全話、OVA「魔女っ子クラブ4人組 A空間からのエイリアンX」、MC「Chapter True Love」収録

#### 単体発売OVA
合同編集
- 魔法シリーズ思い出のベストテン
（1987/ /  VHS DPF201 09/21 LD<CAV> LSP-1111）発売：エスビーオー
ユーミまでの4作品より、名迷場面をランキング形式で紹介。本作品に関しては「ある事情」から未放映とされたカットが収録されている。FC通販による先行発売版あり
- 魔女っ子クラブ四人組　A空間からのエイリアンX
（1987/07/28 VHS BES-185 β BEB-185）発売：バンダイビジュアル
DVDはCOLLECTION BOXの映像特典として収録。単品発売なし。

### 音楽
ADはアナログレコードの意味。
シングル
主題歌を含めた志賀真理子名義のシングルは（こちら）を参照。
- ストップ!うそつき少年
（1986/06/25 AD K-1563）発売：ワーナーパイオニア

アルバム
- 魔法のアイドルパステルユーミ音楽集Vol.1
（1986/04/25 AD K-10037 05/25 CD 30XL-149）発売：ワーナーパイオニア
劇伴サントラ、OP・ED、志賀真理子の挿入歌、BGM4曲（ミニアルバム）

- 魔法のアイドルパステルユーミ音楽集総集編
（1986// AD K-10038 09/25 CD 30XL-202）発売：ワーナーパイオニア
OP・ED、挿入歌、Vol.1未収録BGMによる構成

- ANIMEX Special Selection 1　魔法のアイドルパステルユーミ音楽集総集編
（2005/12/21 CD COCX-33506）発売：コロムビアミュージックエンタテインメント
- ANIMEX Special Selection 2　魔法のアイドルパステルユーミ音楽集Vol.1
（2005/12/21 CD COCX-33507）発売：コロムビアミュージックエンタテインメント
共にアルバム音楽集の復刻再版。収録曲は同一。

合同編集
- アニメージュ魔法少女コレクション
（2003/10/22 CD TKCA-72599）発売：ファーストディストリビューション
ハーバーライト物語を含むぴえろ魔法少女シリーズ全作合同アルバム、全OP・ED曲収録。

### 書籍

#### アニメ関連
合同編集
- 魔女っ子倶楽部
（1987/10/15発行、A4判一部カラー100p、バンダイ刊）
ユーミまでのぴえろ魔法少女シリーズに、『ミンキーモモ』を加えた合同編集本。
設定、作品解説、スタッフイラストコメント、グッズ、エイリアンXフイルムストーリー他

### コミック
本作品でもテレビシリーズと連動したコミカライズが行われ、前作『マジカルエミ』に引き続いて漫画家・あらいきよこが作画を担当した。基本設定はテレビシリーズのそれに準じつつも、ストーリーは前作同様にほぼオリジナル展開となっている。また同作品では袋小路夫人はほとんど登場せず、その代わりにオリジナルキャラクターとして、夫人のめいでユーミと健太のクラスにやってきた転校生の北泉麻里香を交えて展開した。この他にも魔法を自分勝手に使うことは妖精から固く禁じられているなど、テレビシリーズとは細かな相違点も見られる。
- テレビシリーズでは10歳だったユーミと健太の年齢が、コミックは14歳に設定変更され、恭平との年齢差が縮まる格好となった。
- 総じて現実離れした話が多かったテレビシリーズに比べて、同作品のユーミは設定よりも内面に深く切り込んだ描写がなされている他、ストーリーも魔法の使用を制限した分、地に足がついたものが多くなった。最後もユーミの幸福な未来を暗示させる形で終了している

『魔法のアイドル パステルユーミ』（あらいきよこ著、小学館フラワーコミックス、全2巻）
1. 1986年9月20日初版　本編第1話 - 第4話、短編1作を含む
2. 1986年12月20日初版　本編第5話 - 第8話・番外編、短編1作を含む

（掲載期間）
- 本編第1話 - 第3話、第5 - 第8話：『ちゃお』1986年4月号 - 11月号（第3話のみ2ヶ月掲載）
- 本編第4話：『ちゃおマイラブ』1986年盛夏号
- 番外編：『ちゃおマイラブ』1986年初夏の号